# Smittia albipennis
Smittia albipennis är en tvåvingeart som först beskrevs av Maurice Emile Marie Goetghebuer 1921.  Smittia albipennis ingår i släktet Smittia och familjen fjädermyggor. Inga underarter finns listade i Catalogue of Life.